# Udagamandalam
Udagamandalam (auch Udhagamandalam; Tamil: உதகமண்டலம் Utakamaṇṭalam), früher anglisiert Ootacamund, meist kurz Ooty genannt, ist eine Stadt mit etwa 90.000 Einwohnern in den Nilgiribergen, einem Ausläufer der Westghats, im Westen des südindischen Bundesstaats Tamil Nadu.

## Lage und Klima
Ooty liegt in einer Höhe von ca. 2250 m etwa 125 km südlich der Millionenstadt Mysuru (ehemals Mysore); die ebenfalls von den Briten als Hill Station genutzte Stadt Coonoor ist nur etwa 20 km in südöstlicher Richtung entfernt. Das Klima ist gemäßigt; Regen (ca. 1200–1900 mm/Jahr) fällt hauptsächlich in den Monaten Juni bis November.

## Bevölkerung
| Jahr      | 1991   | 2001   | 2011   | 2021  |
| Einwohner | 81.763 | 93.987 | 88.430 | k. A. |

Ca. 64 % der Einwohner Ootys sind Hindus, 21 % sind Christen und 13 % Muslime. Die Hauptsprache ist, wie in ganz Tamil Nadu, das Tamil, das von ca. 60 % der Bevölkerung als Muttersprache gesprochen wird; 17 % sprechen Kannada (inklusive Badaga), jeweils 7 % Urdu und Malayalam, 5 % Telugu, 2 % Hindi und 1 % Marathi. Hindi und Englisch werden nahezu überall verstanden.

## Wirtschaft
Während der britischen Kolonialherrschaft war Ooty eine vor allem im Sommer genutzte Hill Station. Haupterwerbszweig ist heute der innerindische Tourismus; an zweiter Stelle stehen der Anbau und der Handel von Tee.

## Geschichte
Udagamandalam wurde im frühen 19. Jahrhundert von John Sullivan, einem ehemaligen Sekretär der Britischen Ostindien-Kompanie „entdeckt“. Sullivan erkannte das landwirtschaftliche Potenzial der Gegend (regenreiches kühles Klima, grüne fruchtbare Hügel), kaufte Land und begann Flachs, Hanf, Kartoffeln, Obst und insbesondere Tee anzubauen; innerhalb von 20 Jahren machte er ein Vermögen.
Sullivan und seine Geschäftsfreunde erbauten die Stadt mit künstlichem See, Kirchen und Steinhäusern, die auch im schottischen Hochland stehen könnten, und machten sie in kürzester Zeit zum beliebtesten Bergkurort auf der indischen Halbinsel. Udagamandalam diente sodann auch als Sommerquartier der britischen Kolonialverwaltung von Madras.
Ursprünglich war das Gebiet um Udagamandalam Heimatland der Toda, einem Bergstamm von Hirten, die in fast völliger Isolation von den Städten des umliegenden Flachlandes lebten. Die Toda wurden missioniert oder verfolgt und von Teepflanzern von ihrem Land verdrängt.

## Sehenswürdigkeiten

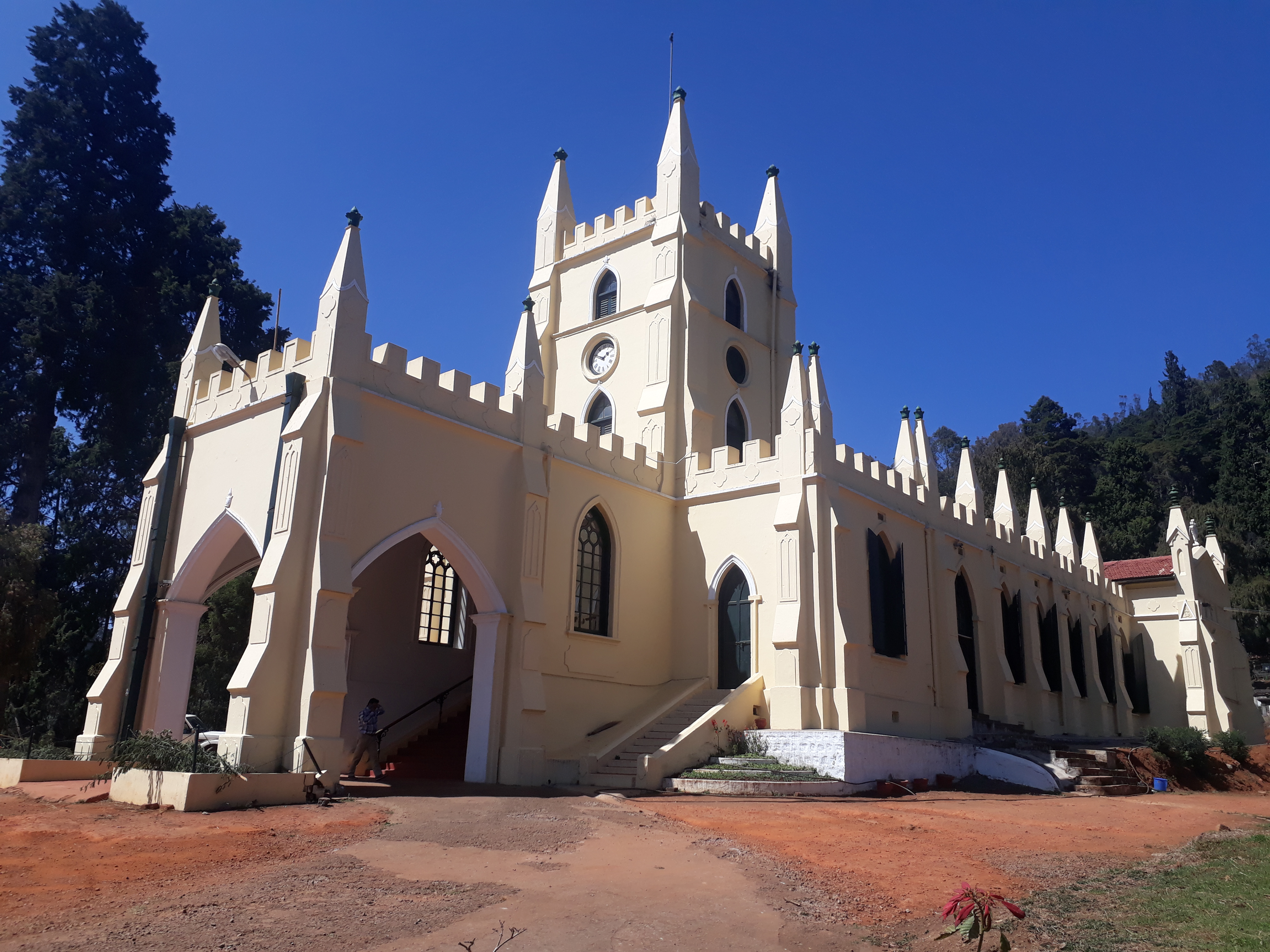
St Stephen’s Church

Die Stadt ist arg zersiedelt; der Bau von neuen Häusern etc. ist untersagt.
- Durch die Endstation der Nilgiri Mountain Railway ist Udagamandalam an das indische Eisenbahnnetz angeschlossen. Diese Zahnradbahn wurde im Jahr 1899 fertiggestellt und ist heute ein technisch interessantes Weltkulturerbe.
- Berühmt ist auch der botanische Garten, der im Jahr 1847 auf Veranlassung des Marquess of Tweeddale gegründet wurde.[2]
- Die St Stephen’s Church ist ein neogotischer Bau der anglikanischen Kirche aus dem Jahr 1830.

Umgebung
- In der Umgebung der Stadt gibt es noch einige wenige Toda-Hütten.

## Persönlichkeiten
In Udagamandalam geboren
- Norah Lindsay (1873–1948), englische Gartengestalterin und Gesellschaftsdame
- Mary Clubwala Jadhav (1909–1975), Philanthropin
- Harold Mead (1910–1997), Science-Fiction-Autor
- Savarinathen Iruthayaraj (1927–2001), Bischof von Palayamkottai
- Jerry Dammers (* 1955), Keyboarder
- Kartiki Gonsalves (* 1986), Dokumentarfilmerin, Fotojournalistin und Filmregisseurin